# Superman II
Superman II – brytyjsko-amerykańsko-francuski film science-fiction z 1980 roku będący kontynuacją filmu Superman z 1978 roku oraz filmową adaptacją komiksu z wydawnictwa DC Comics o Supermanie. Jest to jedyny film o Supermanie wyreżyserowany przez dwóch reżyserów. Produkcja tego filmu jest uważana za kontrowersyjną, ponieważ reżyser Richard Donner ukończył większą część filmu zanim został zastąpiony innym reżyserem, Richardem Lesterem, który część scen nakręconych przez Donnera zastąpił własnymi.

## Treść
Przed zniszczeniem planety Krypton trójka kryptońskich przestępców (Generał Zod, Ursa i Non) zostaje osądzonych przez Jor-Ela i wygnanych do kieszonkowego wymiaru Phantom Zone. Po wielu latach tułaczki po kosmosie Phantom Zone zostaje przypadkowo zniszczona w pobliżu Ziemi. Trójka przestępców uwalnia się i zyskuje moce podobne jak Superman. Po zaatakowaniu ziemskich astronautów na Księżycu oraz małego miasteczka w Stanach Zjednoczonych złoczyńcy atakują Biały Dom, gdzie zmuszają Prezydenta Stanów Zjednoczonych do oddania władzy Zodowi.
W międzyczasie Lois Lane zaczyna podejrzewać, iż Superman i Clark Kent to jedna i ta sama osoba. Gdy Clark na oczach Lois wkłada rękę do ognia i nie zostaje oparzony, superbohater zostaje zmuszony do ujawnienia reporterce swojej prawdziwej tożsamości.
Następnie Superman zabiera Lois do Fortecy Samotności na Biegunie północnym. Tam Clark wystawia się na sztucznie wygenerowane promieniowanie czerwonego kryptońskiego słońca, co powoduje, iż traci on supermoce i staje się zwykłym człowiekiem. Gdy Lois i Clark wracają do Stanów, dowiadują się o działaniach Zoda. Clark postanawia powrócić na Biegun, by odzyskać moce.
Lex Luthor po ucieczce z więzienia spotyka się z Zodem i przekazuje mu informacje na temat lokalizacja Fortecy Samotności oraz związku Człowieka ze Stali z Lois. Przestępcy porywają Lois, a Superman odzyskuje swoje moce i wraca do Metropolis, gdzie walczy z gangiem Zoda. Superman przenosi walkę do Fortecy Samotności, aby zapobiec przypadkowym ofiarom śmiertelnym w Metropolis. W Fortecy Zod zmusza Supermana do ponownego pozbawienia się mocy, ale Superman wykorzystuje czerwone promieniowanie, aby pozbawić mocy trójkę kryptońskich przestępców. Po pokonaniu gangu Zoda Superman odstawia Luthora do aresztu i za pomocą pocałunku wymazuje Lois wspomnienia na temat jego podwójnej tożsamości.

## Obsada
- Christopher Reeve jako Superman / Clark Kent
- Margot Kidder jako Lois Lane
- Terence Stamp jako generał Zod
- Gene Hackman jako Lex Luthor
- Sarah Douglas jako Ursa
- Jack O’Halloran jako Non
- Susannah York jako Lara-El
- Marlon Brando jako Jor-El (sceny usunięte)
- Jackie Cooper jako Perry White
- Marc McClure jako Jimmy Olsen
- Valerie Perrine jako Eve Teschmacher
- Ned Beatty jako Otis
- E.G. Marshall jako prezydent Stanów Zjednoczonych
- Clifton James jako szeryf
- Pepper Martin jako Rocky

## Kontrowersje wokół produkcji
Produkcje filmów Superman i Superman II rozpoczęły się w tym samym czasie. Reżyser Richard Donner nie zgadzał się z producentami odnośnie do budżetu i harmonogramu produkcji, ponieważ jego zdaniem „nigdy nie dostał odpowiedniego budżetu”. Przyczyniło się to do odsunięcia go od projektu i zastąpienia drugim reżyserem produkcji – Richardem Lesterem, który pierwotnie został zatrudniony jako mediator w sporze Donnera i producentów i zastępczy współproducent. W wyniku tego, scenarzysta Tom Mankiewicz solidaryzujący się z Donnerem i montażysta Stuart Baird zrezygnowali z projektu, a Gene Hackman odmówił udziału w dokrętkach autorstwa Lestera, co ograniczyło liczbę scen w jakich się pojawia w ostatecznej wersji filmu.
Do materiału nakręconego przez Donnera należą: wszystkie sceny z Gene’em Hackmanem, sceny na Księżycu, sceny w Białym Domu, scena starcia Clarka z Rockym oraz duża część materiału przedstawiające przybycie trójki kryptońskich przestępców do redakcji Daily Planet. Ponieważ pomiędzy produkcją materiału Donnera a Lestera minęły 2 lata, to wygląd Margot Kidder i Christophera Reeve’a zdążył się zmienić. Reeve w scenach nakręconych przez Donnera jest mniej umięśniony niż w scenach nakręconych przez Lestera. Z kolei sposób uczesania Kidder, jej kolor włosów i make-up są w filmie różnie zależnie czy sceny były kręcone przez Donnera czy przez Lestera.
W celu uniknięcia płacenia Marlonowi Brando wysokiego wynagrodzenia, usunięto wszystkie sceny z jego udziałem.
W oryginalnym scenariuszu, to detonacja pocisku nuklearnego, który Superman powstrzymał w pierwszej części, spowodowała uwolnienie się kryptońskich przestępców z Phantom Zone. W wersji Richarda Donnera scena ta została przywrócona, a sceny z bombą w Wieży Eiffla zostały usunięte.
W 1983 roku została stworzona na potrzeby telewizji międzynarodowa wersja rozszerzona filmu zawierająca 24 minuty materiału nie pokazywanego w kinach, z czego część stanowiły usunięte sceny nakręcone przez Donnera. „Nowy” materiał zawierał wiele wątków pobocznych, w tym: wyjaśnienie zadania kryptońskich przestępców na Ziemi, dokładniejsze przedstawienie romansu Lois i Supermana oraz alternatywne zakończenie, w którym Zod, Ursa i Non przeżywają i zostają osadzeni w areszcie. W 2005 roku fani usiłowali wydać wersję telewizyjną w formie bezpłatnego DVD jako hołd zmarłemu Reeve’owi, ale Warner Bros. zapobiegło temu grożąc sprawą w sądzie.
W 2004 roku fanowski portal poświęcony Planecie małp, TheForbidden-Zone.com rozpoczął kampanię internetową celem wydania przez Warner Bros. w wersji autorstwa Donnera w związku ze zbliżającym się 25-leciem filmu. W 2006 roku wszystkie filmy z serii Superman zostały wydane w edycji specjalnej z okazji premiery filmu Superman: Powrót. Wersja Richarda Donnera została wydana na oddzielnej płycie razem z filmem Superman II. Film został wydany 28 listopada 2006 roku pod tytułem Superman II: The Richard Donner Cut. Wersja ta zawiera mniej niż 20% materiału nakręconego przez Lestera.

## Nagrody
- 2007 r.
  - Saturn
    - Najlepsze wydanie DVD
- 1982 r.
  - Saturn
    - najlepszy film sci-fi

## Nominacje
- 1982 r.
  - Saturn
    - najlepsza aktorka – Margot Kidder
    - najlepsza muzyka – Ken Thorne
    - najlepszy aktor – Christopher Reeve